# 薩隆塔
薩隆塔是羅馬尼亞的城鎮，位於該國西北部，距離首府奧拉迪亞36公里，距離與匈牙利接壤的邊境，由比霍爾縣負責管轄，面積170.04平方公里，海拔高度92米，2009年人口18,431，超過一半居民是匈牙利人。

## 外部連結
- Salonta General Information Site （页面存档备份，存于）